# Полный факторный эксперимент
Полный факторный эксперимент (ПФЭ) — совокупность нескольких измерений, удовлетворяющих следующим условиям:
- Количество измерений составляет 2n, где n — количество факторов;
- Каждый фактор принимает только два значения — верхнее и нижнее;
- В процессе измерения верхние и нижние значения факторов комбинируются во всех возможных сочетаниях.

Преимуществами полного факторного эксперимента являются
- простота решения системы уравнений оценивания параметров;
- статистическая избыточность количества измерений, которая уменьшает влияние погрешностей отдельных измерений на оценку параметров.

## Предварительные сведения

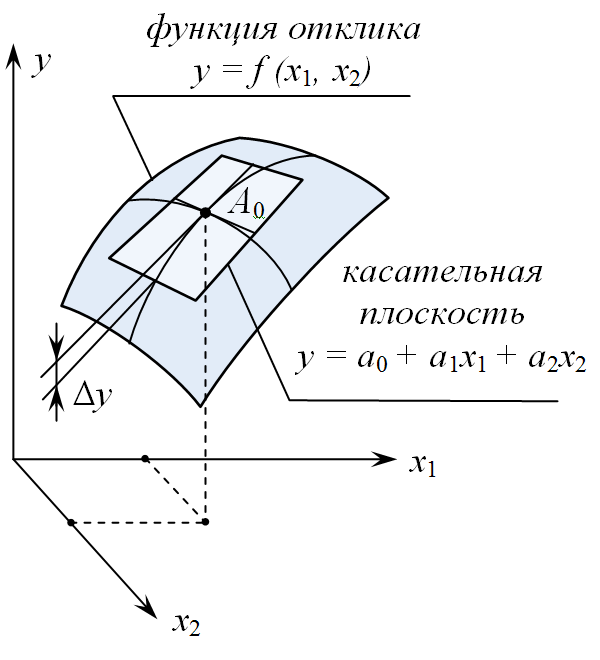
Аппроксимация нелинейной функции двух переменных плоскостью

### Оценка параметров системы
В практической деятельности часто требуется оценить параметры некоторой системы, то есть построить её математическую модель и найти численные значения параметров этой модели. В качестве исходных данных для построения модели служат результаты эксперимента, который представляет собой совокупность нескольких измерений, выполненных по определённому плану. В простейшем случае план является описанием условий проведения измерений, то есть значения входных параметров (факторов) во время измерения.
В качестве примера систем, оценка параметров которых актуальна с практической точки зрения, могут служить различные технологические процессы. Для иллюстрации рассмотрим процесс фотолитографии.
Фотолитография представляет собой нанесение рисунка на поверхность фотографическим методом. Она состоит из следующих этапов: подготовка поверхности, нанесение фоточувствительной эмульсии (фоторезиста), сушка, установка трафарета или пластины с негативным рисунком, экспозиция (засвечивание) ультрафиолетовыми лучами, травление (проявление). Поскольку технологические тонкости фотолитографии в данном контексте не важны, в качестве основных факторов, влияющих на процесс литографии, будем считать толщину фоточувствительной эмульсии d(в микронах) и время экспозиции t(в секундах). Выходным параметром (откликом) процесса будем считать его разрешение R, то есть максимальное количество различимых линий, которые возможно провести на одном миллиметре поверхности. Эта величина определяется путём нанесения на поверхность специального тестового изображения.
Итак, технологический процесс фотолитографии описывается некоторой функцией вида
{\displaystyle \ R=f(d,t).}
Построение модели технологического процесса позволяет выявить поведение отклика системы в зависимости от изменения факторов и тем самый найти пути для оптимизации технологии. Для данного конкретного случая — выбрать такую толщину эмульсии и время экспозиции, которые обеспечат наилучшее качество изображения.
В общем случае отклик системы описывается некоторой функцией {\displaystyle n} переменных
{\displaystyle \ y=f(x_{1},x_{2},...,x_{n}).}
Математическая модель системы получается в результате апроксимации этой функции какой-либо другой функцией, например линейной
{\displaystyle \ y=a_{0}+a_{1}x_{1}+a_{2}x_{2}+...+a_{n}x_{n}},
где {\displaystyle a_{0},a_{1},a_{2}...a_{n}} — искомые параметры модели.
На рисунке в графическом виде представлен процесс построения линейной модели процесса фотолитографии, где {\displaystyle x_{1}} — толщина плёнки фотоэмульсии, {\displaystyle x_{2}} — время экспонирования, {\displaystyle y} — разрешение, полученное в данных условиях. Функция {\displaystyle y=f(x_{1},x_{2})} нелинейна, однако в достаточной близости от точки {\displaystyle A_{0}} её можно заменить касательной плоскостью {\displaystyle y=a_{0}+a_{1}x_{1}+a_{2}x_{2}}. В показанной на рисунке области максимальная ошибка модели составляет {\displaystyle \Delta y}.
Зная коэффициенты модели {\displaystyle a_{0},a_{1},a_{2}}, можно с определённой точностью предсказывать значение функции (а значит и поведение системы) в окрестностях точки {\displaystyle A_{0}}. В определении значений коэффициентов {\displaystyle a_{0},a_{1},a_{2}} и состоит цель эксперимента.

### Матрица эксперимента

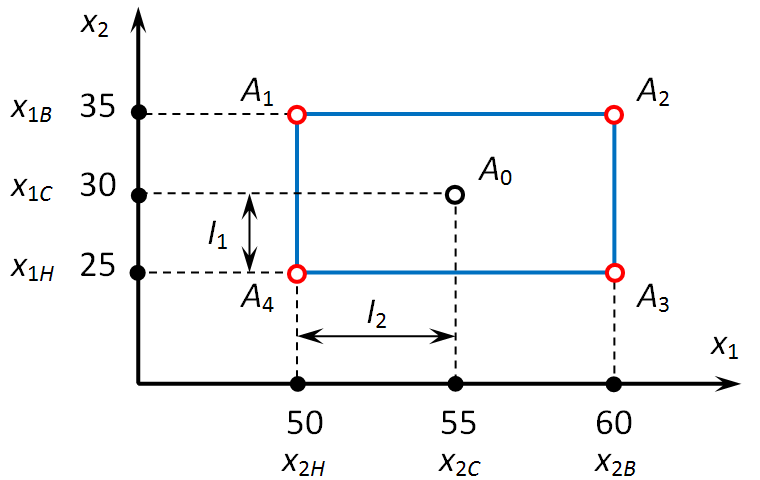
Расположение экспериментальных точек в двухмерном факторном пространстве

Предположим, исходные параметры технологического процесса составляют: толщина плёнки 55 мкм, время экспозиции — 30 с, то есть
{\displaystyle \ x_{1C}=55;\quad x_{2C}=30.}
Возьмём верхние и нижние значения обоих факторов так, чтобы они располагались симметрично относительно текущего значения, например
{\displaystyle \ x_{1B}=60;\quad x_{2B}=35;}
{\displaystyle \ x_{1H}=50;\quad x_{2H}=25;}
Составим таблицу, в которой значения обоих факторов находятся во всех возможных сочетаниях и проведём измерения в этих точках (значения отклика даны условно):
{\displaystyle {\begin{array}{|c|c||c|}\hline x_{1}&x_{2}&y\\\hline 50&25&140\\50&35&210\\60&25&170\\60&35&220\\\hline \end{array}}}
Полагая, что линейная модель процесса имеет вид
{\displaystyle \ y=a_{0}+a_{1}x_{1}+a_{2}x_{2}},
на основании полученных результатов можно составить систему четырёх уравнений с двумя переменными. Ниже показана эта система, а также её сокращённая запись в виде матрицы. Матрицу данного вида назовём матрицей эксперимента.
{\displaystyle {\begin{cases}a_{0}+50a_{1}+25a_{2}=140\\a_{0}+50a_{1}+35a_{2}=210\\a_{0}+60a_{1}+25a_{2}=170\\a_{0}+60a_{1}+35a_{2}=220\end{cases}};\left({\begin{array}{c c c|c}x_{0}&x_{1}&x_{2}&y\\\hline 1&50&25&140\\1&50&35&210\\1&60&25&170\\1&60&35&220\end{array}}\right).}
В матрице эксперимента второй и третий столбцы представляют собой значения факторов, четвёртый столбец — значения отклика системы, а первый столбец содержит единицы, соответствующие единичным коэффициентам свободного члена модели
{\displaystyle a_{0}}. Будем считать этот столбец некоторым виртуальным фактором {\displaystyle x_{0}}, который всегда принимает единичные значения.

### Решение системы

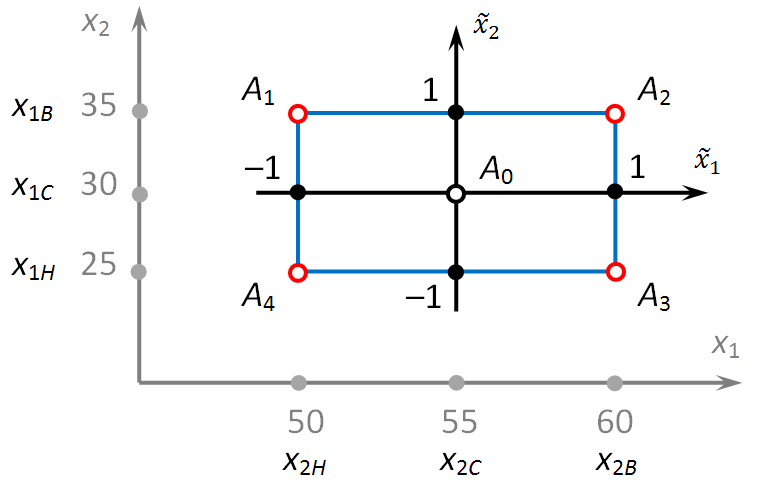
Переход к нормированным координатам

Чтобы облегчить решение системы, проведём нормировку факторов. Верхним значениям факторов присвоим нормированное значение +1, нижним значениям — нормированное значение −1, среднему значению — нормированное значение 0. В общем виде нормировка фактора выражается формулой
{\displaystyle {\tilde {x}}_{i}={\frac {2(x_{i}-x_{iC})}{x_{iB}-x_{iH}}}={\frac {2x_{i}-x_{iB}-x_{iH}}{x_{iB}-x_{iH}}}.}
С учётом нормировки факторов система уравнений и матрица эксперимента примут следующий вид:
{\displaystyle {\begin{cases}{\tilde {a}}_{0}-{\tilde {a}}_{1}-{\tilde {a}}_{2}=140\\{\tilde {a}}_{0}-{\tilde {a}}_{1}+{\tilde {a}}_{2}=210\\{\tilde {a}}_{0}+{\tilde {a}}_{1}-{\tilde {a}}_{2}=170\\{\tilde {a}}_{0}+{\tilde {a}}_{1}+{\tilde {a}}_{2}=220\end{cases}};\left({\begin{array}{c c c|c}{\tilde {x}}_{0}&{\tilde {x}}_{1}&{\tilde {x}}_{2}&y\\\hline +1&-1&-1&140\\+1&-1&+1&210\\+1&+1&-1&170\\+1&+1&+1&220\end{array}}\right).}
Поскольку сумма членов во втором и третьем столбце матрицы равны нулю, свободный член модели можно найти, сложив все четыре уравнения:
{\displaystyle 4\ {\tilde {a}}_{0}=140+210+170+220=740;}
{\displaystyle {\tilde {a}}_{0}=185.}
Чтобы найти какой-либо другой коэффициент модели, нужно изменить знаки в уравнениях таким образом, чтобы в соответствующем столбце оказались одни единицы, после чего сложить все четыре уравнения:
{\displaystyle 4\ {\tilde {a}}_{1}=-140-210+170+220=40;}
{\displaystyle {\tilde {a}}_{1}=10.}
{\displaystyle 4\ {\tilde {a}}_{2}=-140+210-170+220=120;}
{\displaystyle {\tilde {a}}_{2}=30.}
Таким образом, линейная модель технологического процесса в окрестностях точки (55, 30) имеет вид
{\displaystyle \ y=185+10{\tilde {x}}_{1}+30{\tilde {x}}_{2}.}
В общем случае решение системы будет выглядеть как
{\displaystyle {\tilde {a}}_{k}={\frac {1}{2^{n}}}\sum _{i=1}^{2^{n}}y_{i}{\tilde {x}}_{ki}}

### Возврат к ненормированным факторам
Переход от нормированных к ненормированным факторам осуществляется обратным преобразованием
{\displaystyle {x}_{i}={\tilde {x}}_{i}{\frac {x_{iB}-x_{iH}}{2}}+{x}_{iC}={\tilde {x}}_{i}{\frac {x_{iB}-x_{iH}}{2}}+{\frac {x_{iB}+x_{iH}}{2}}.}
Чтобы найти параметры модели для ненормированных координат, подставим выражения для нормированных координат в уравнение модели:
{\displaystyle \ y={\tilde {a}}_{0}+{\tilde {a}}_{1}{\tilde {x}}_{1}+{\tilde {a}}_{2}{\tilde {x}}_{2}=}
{\displaystyle \ ={\tilde {a}}_{0}+{\tilde {a}}_{1}{\frac {2(x_{1}-x_{1C})}{x_{1B}-x_{1H}}}+{\tilde {a}}_{2}{\frac {2(x_{2}-x_{2C})}{x_{2B}-x_{2H}}}=}
{\displaystyle \ ={\tilde {a}}_{0}-{\tilde {a}}_{1}{\frac {2x_{1C}}{x_{1B}-x_{1H}}}-{\tilde {a}}_{2}{\frac {2x_{2C}}{x_{2B}-x_{2H}}}+{\frac {2{\tilde {a}}_{1}}{x_{1B}-x_{1H}}}x_{1}+{\frac {2{\tilde {a}}_{2}}{x_{2B}-x_{2H}}}x_{2}=}
{\displaystyle \ ={\tilde {a}}_{0}-{\tilde {a}}_{1}{\frac {x_{1B}+x_{1H}}{x_{1B}-x_{1H}}}-{\tilde {a}}_{2}{\frac {x_{2B}+x_{2H}}{x_{2B}-x_{2H}}}+{\frac {2{\tilde {a}}_{1}}{x_{1B}-x_{1H}}}x_{1}+{\frac {2{\tilde {a}}_{2}}{x_{2B}-x_{2H}}}x_{2}.}
Сравнивая последнее выражение с выражением для линейной модели в ненормированных координатах
{\displaystyle \ y=a_{0}+a_{1}x_{1}+a_{2}x_{2}},
получим выражения для параметров модели:
{\displaystyle \ a_{0}={\tilde {a}}_{0}-{\tilde {a}}_{1}{\frac {x_{1B}+x_{1H}}{x_{1B}-x_{1H}}}-{\tilde {a}}_{2}{\frac {x_{2B}+x_{2H}}{x_{2B}-x_{2H}}};}
{\displaystyle \ a_{1}={\frac {2{\tilde {a}}_{1}}{x_{1B}-x_{1H}}};}
{\displaystyle \ a_{2}={\frac {2{\tilde {a}}_{2}}{x_{2B}-x_{2H}}};}
В общем случае
{\displaystyle a_{0}={\tilde {a}}_{0}-\sum _{i=1}^{n}{\tilde {a}}_{i}{\frac {x_{iB}+x_{iH}}{x_{iB}-x_{iH}}};}
{\displaystyle a_{k}={\frac {2{\tilde {a}}_{k}}{x_{kB}-x_{kH}}}.}
Для приведённого выше примера
{\displaystyle \ a_{0}=185-10\cdot {\frac {60+50}{60-50}}-30\cdot {\frac {35+25}{35-25}}=-105;}
{\displaystyle \ a_{1}={\frac {2\cdot 10}{60-50}}=2;}
{\displaystyle \ a_{2}={\frac {2\cdot 30}{35-25}}=6.}
Окончательно получаем модель в естественных координатах:
{\displaystyle \ y=-105+2x_{1}+6x_{2}}.

## Полный факторный эксперимент

### Матрица ПФЭ в общем виде
В общем виде матрица полного факторного эксперимента с n факторами имеет вид
{\displaystyle \left({\begin{array}{c c c c | c}{\tilde {x}}_{0}&{\tilde {x}}_{1}&...&{\tilde {x}}_{n}&y\\\hline +1&-1&...&-1&y_{1}\\+1&-1&...&+1&y_{2}\\...&...&...&...&...\\+1&+1&...&+1&y_{2^{n}}\end{array}}\right).}

### Свойства матрицы ПФЭ
Матрица ПФЭ обладает следующими свойствами:
- Число строк в матрице равно 2n;
- Нулевой столбец матрицы состоит из единиц:

{\displaystyle {\tilde {x}}_{0i}=1;}
- В столбцах 1…n находятся все возможные 2n сочетаний значений −1 и +1;
- В последнем столбце находятся результаты измерений, полученные при значениях факторов, записанных в соответствующих строках в столбцах 1…n.
- Сумма элементов нулевого столбца всегда равна 2n:

{\displaystyle \sum _{i=1}^{2^{n}}{\tilde {x}}_{0i}=2^{n};}
- Сумма элементов любого столбца, кроме нулевого и последнего, равна нулю:

{\displaystyle \sum _{i=1}^{2^{n}}{\tilde {x}}_{ki}=0\qquad (k=1...n);}
- Два последних выражения можно объединить в единое соотношение:

{\displaystyle \sum _{i=1}^{2^{n}}{\tilde {x}}_{ki}=2^{n}\delta _{k0}\qquad (k=0...n),}
где {\displaystyle \delta _{ij}} — единичная матрица, {\displaystyle (i,j=0...n)};
- Сумма квадратов элементов любого (кроме последнего) столбца всегда равна 2n:

{\displaystyle \sum _{i=1}^{2^{n}}{\tilde {x}}_{ki}^{2}=2^{n}\qquad (k=0...n);}
- Сумма произведений соответственных элементов двух любых столбцов (кроме последнего) равна нулю:

{\displaystyle \sum _{i=1}^{2^{n}}{\tilde {x}}_{ki}{\tilde {x}}_{mi}=0\qquad (k,m=0...n;k\neq m);}
- Два последних выражения можно записать как ортогональность столбцов матрицы:

{\displaystyle \sum _{i=1}^{2^{n}}{\tilde {x}}_{ki}{\tilde {x}}_{mi}=2^{n}\delta _{km}\qquad (k,m=0...n);}

### Вычисление коэффициентов линейной модели
Коэффициенты линейной модели в нормированных координатах вычисляются по формулам:
{\displaystyle {\tilde {a}}_{k}={\frac {1}{2^{n}}}\sum _{i=1}^{2^{n}}y_{i}{\tilde {x}}_{ki}\qquad (k=0...n);}
Коэффициенты линейной модели в естественных (ненормированных) координатах вычисляются по формулам:
{\displaystyle a_{0}={\tilde {a}}_{0}-\sum _{i=1}^{n}{\tilde {a}}_{i}{\frac {x_{iB}+x_{iH}}{x_{iB}-x_{iH}}};}
{\displaystyle a_{k}={\frac {2{\tilde {a}}_{k}}{x_{kB}-x_{kH}}}\qquad (k=1...n).}

### Преобразование естественных факторов в нормированные и обратно
{\displaystyle {\tilde {x}}_{i}={\frac {2x_{i}-x_{iB}-x_{iH}}{x_{iB}-x_{iH}}};}
{\displaystyle {x}_{i}={\tilde {x}}_{i}{\frac {x_{iB}-x_{iH}}{2}}+{\frac {x_{iB}+x_{iH}}{2}}.}